# کنت شاکنک

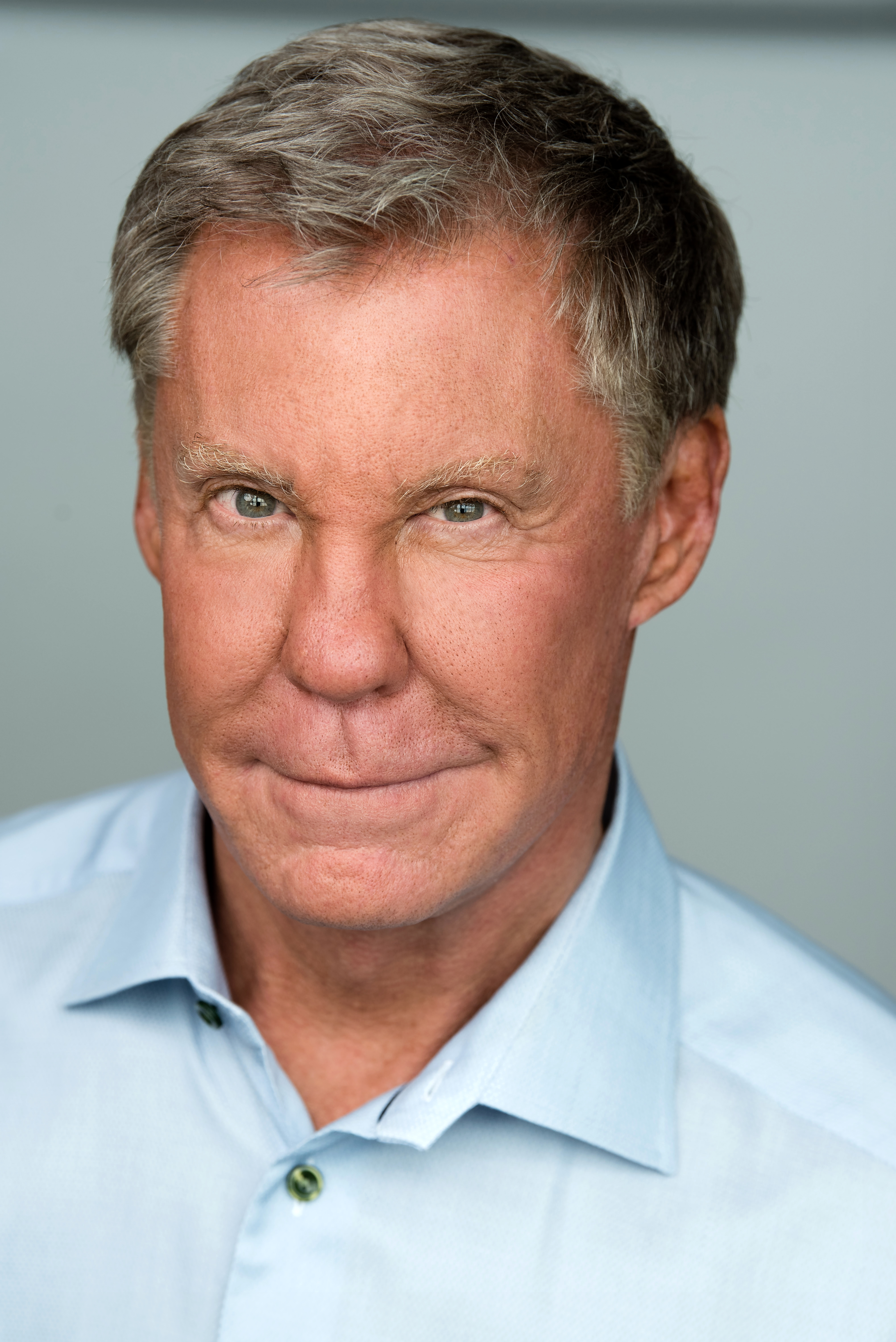
کنت شاکنک، شخصیت تلویزیونی و سینمایی USC BA، فی بتا کاپا

کنت شاکنک یک بازیگر سینما و تلویزیون آمریکایی است. از مهم‌ترین آثار او می‌توان به بازیگری در فیلم سریع و خشن ۵ اشاره کرد.
او در بیشتر فیلم‌ها به عنوان گزارشگر و مجری اخبار نقش بازی می‌کند و اولین تجربه خود از بازیگری را در سال ۱۹۸۵ در فیلم نمایی به یک قتل کسب کرد.

## فیلم‌شناسی
| فیلم | فیلم                                  | فیلم | فیلم                 | فیلم                                                               |
| ---- | ------------------------------------- | ---- | -------------------- | ------------------------------------------------------------------ |
| سال  | عنوان                                 |      | نقش                  | یادداشت                                                            |
| ۱۹۸۵ | نمایی به یک قتل                       |      | ماهیگیر              | اعتبار نیافته                                                      |
| ۲۰۰۴ | حسادت                                 |      | گوینده خبر           |                                                                    |
| ۲۰۰۴ | پایانه                                |      | گوینده خبر           | اعتبار نیافته                                                      |
| ۲۰۰۴ | Anchorman: The Legend of Ron Burgundy |      | خبرنگار شبکه         |                                                                    |
| ۲۰۰۴ | دختر اول                              |      | گزارشگر جنجالی       |                                                                    |
| ۲۰۰۴ | Wake Up, Ron Burgundy: The Lost Movie |      | خبرنگار شبکه         | مستقیم به فیلم                                                     |
| ۲۰۰۵ | تریپل اکس:                            |      | گوینده خبر           |                                                                    |
| ۲۰۰۷ | اولیه                                 |      | گوینده خبر           |                                                                    |
| ۲۰۰۷ | آشفتگی                                |      | مجری خبر             |                                                                    |
| ۲۰۰۸ | فیلم ابرقهرمانی                       |      | مجری خبر             |                                                                    |
| ۲۰۰۸ | موجودات بالدار                        |      | خبرنگار بیمارستان    | در اصل عنوان Fragmentها ، به صورت Winged Creatures در DVD منتشر شد |
| ۲۰۰۸ | عقاب چشم                              |      | گوینده خبر           |                                                                    |
| ۲۰۰۸ | پاراسمونی                             |      | خودش                 |                                                                    |
| ۲۰۱۰ | Mega Monster Battle: Ultra Galaxy     |      | Battlenizer          | صدا                                                                |
| ۲۰۱۰ | مردان شرکت                            |      | ریتنور               |                                                                    |
| ۲۰۱۰ | برگزیده                               |      | گوینده خبر           |                                                                    |
| ۲۰۱۱ | سریع و خشن ۵                          |      | مجری خبر             |                                                                    |
| ۲۰۱۲ | ترمز                                  |      | مجری خبر جک استرن    |                                                                    |
| ۲۰۱۲ | حماسه Ultraman                        |      | سروان هیبیکی         | صدا                                                                |
| ۲۰۱۲ | مرد عنکبوتی شگفت‌انگیز                 |      | گوینده خبر تلویزیون  | اعتبار نیافته                                                      |
| ۲۰۱۳ | جابز                                  |      | گوینده خبر دهه ۱۹۸۰  |                                                                    |
| ۲۰۱۴ | ساعت شش                               |      | مرد                  | فیلم کوتاه                                                         |
| ۲۰۱۴ | شبگرد                                 |      | خودش                 |                                                                    |
| ۲۰۱۵ | نوارهای واتیکان                       |      | مصاحبه‌کننده تلویزیون | اعتبار نیافته                                                      |
| ۲۰۱۶ | بتمن علیه سوپرمن                      |      | خودش                 |                                                                    |
| ۲۰۱۸ | دوست یابی                             |      | مرد شماره ۴          | فیلم کوتاه                                                         |
| ۲۰۱۹ | لوسی در آسمان                         |      | خودش                 | همچنین به عنوان نقطه آبی کم رنگ شناخته می‌شود                       |
| ۲۰۱۹ | مونالیزا و ماه خون                    |      | تلویزیون مجری جدید   |                                                                    |
| ۲۰۲۱ | مرا به تارزانا ببر                    |      | خودش                 | ۴ ورود رسمی جشنواره فیلم                                           |

## جوایز
- ۸ جایزه منطقه ای امی (فردی و گروهی)
- ۲ جایزه LA Press Club
- جایزه میکروفون طلایی (بهترین اخبار روز)
- جایزه راندولف هرست (گزارش تحقیقی)

## تحصیلات
لیسانس، دانشگاه کالیفرنیای جنوبی، تمجید مجلل، Phi Beta Kappa